# (20137) 1996 PX8
(20137) 1996 PX8 est un astéroïde aréocroiseur découvert en 1996.

## Description
(20137) 1996 PX8 a été découvert le 8 août 1996 à l'observatoire de La Silla, au Chili, par Eric Walter Elst.

### Caractéristiques orbitales
L'orbite de cet astéroïde est caractérisée par un demi-grand axe de 2,29 UA, un périhélie de 1,59 UA, une excentricité de 0,30 et une inclinaison de 5,87° par rapport à l'écliptique. Du fait de ces caractéristiques, à savoir un demi-grand axe inférieur à 3,2 UA et un périhélie compris entre 1,3 et 1,666 UA, il croise l'orbite de Mars et est classé, selon la JPL Small-Body Database, comme astéroïde aréocroiseur (aréo venant de Arès).

### Caractéristiques physiques
(20137) 1996 PX8 a une magnitude absolue (H) de 15,3 et un albédo estimé à 0,227.